# Amanda Bouchenoire
 (février 2021).
La mise en forme du texte ne suit pas les recommandations de Wikipédia : il faut le « wikifier ».
Les points d'amélioration suivants sont les cas les plus fréquents. Le détail des points à revoir est peut-être précisé sur la page de discussion.
- Les titres sont pré-formatés par le logiciel. Ils ne sont ni en capitales, ni en gras.
- Le texte ne doit pas être écrit en capitales (les noms de famille non plus), ni en gras, ni en italique, ni en « petit »…
- Le gras n'est utilisé que pour surligner le titre de l'article dans l'introduction, une seule fois.
- L'italique est rarement utilisé : mots en langue étrangère, titres d'œuvres, noms de bateaux, etc.
- Les citations ne sont pas en italique mais en corps de texte normal. Elles sont entourées par des guillemets français : « et ».
- Les listes à puces sont à éviter, des paragraphes rédigés étant largement préférés. Les tableaux sont à réserver à la présentation de données structurées (résultats, etc.).
- Les appels de note de bas de page (petits chiffres en exposant, introduits par l'outil «  Source ») sont à placer entre la fin de phrase et le point final[comme ça].
- Les liens internes (vers d'autres articles de Wikipédia) sont à choisir avec parcimonie. Créez des liens vers des articles approfondissant le sujet. Les termes génériques sans rapport avec le sujet sont à éviter, ainsi que les répétitions de liens vers un même terme.
- Les liens externes sont à placer uniquement dans une section « Liens externes », à la fin de l'article. Ces liens sont à choisir avec parcimonie suivant les règles définies. Si un lien sert de source à l'article, son insertion dans le texte est à faire par les notes de bas de page.
- La présentation des références doit suivre les conventions bibliographiques. Il est recommandé d'utiliser les modèles {{Ouvrage}}, {{Chapitre}}, {{Article}}, {{Lien web}} et/ou {{Bibliographie}}. Le mode d'édition visuel peut mettre en forme automatiquement les références.
- Insérer une infobox (cadre d'informations à droite) n'est pas obligatoire pour parachever la mise en page.

Pour une aide détaillée, merci de consulter Aide:Wikification.
Si vous pensez que ces points ont été résolus, vous pouvez retirer ce bandeau et améliorer la mise en forme d'un autre article.
Amanda Bouchenoire (née en 1977) est une artiste visuelle originaire de la ville de Montpellier qui exerce dans le domaine de la peinture et de la photographie.

## Biographie
Amanda Bouchenoire est née à Montpellier en 1977.
Elle étudie par l'intermédiaire du Centre national d'enseignement à distance (CNED). En ce qui concerne la peinture et ses techniques, elle reçoit une formation du Centre des Arts de San Luis Potosí, au Mexique. Elle travaille pendant quelques années dans le domaine de la communication, puis comme journaliste auprès du Midi libre. Elle effectue un reportage pour l’ambassade du Mexique à Berlin en Allemagne.

## Œuvre photographique
Son œuvre photographique s’est concentrée sur l’altérité des superficies réfléchissantes et sur la création de nouvelles références à partir de la réalité photographique, ainsi que sur la production d’images déconstruites sur le thème de l’architecture.

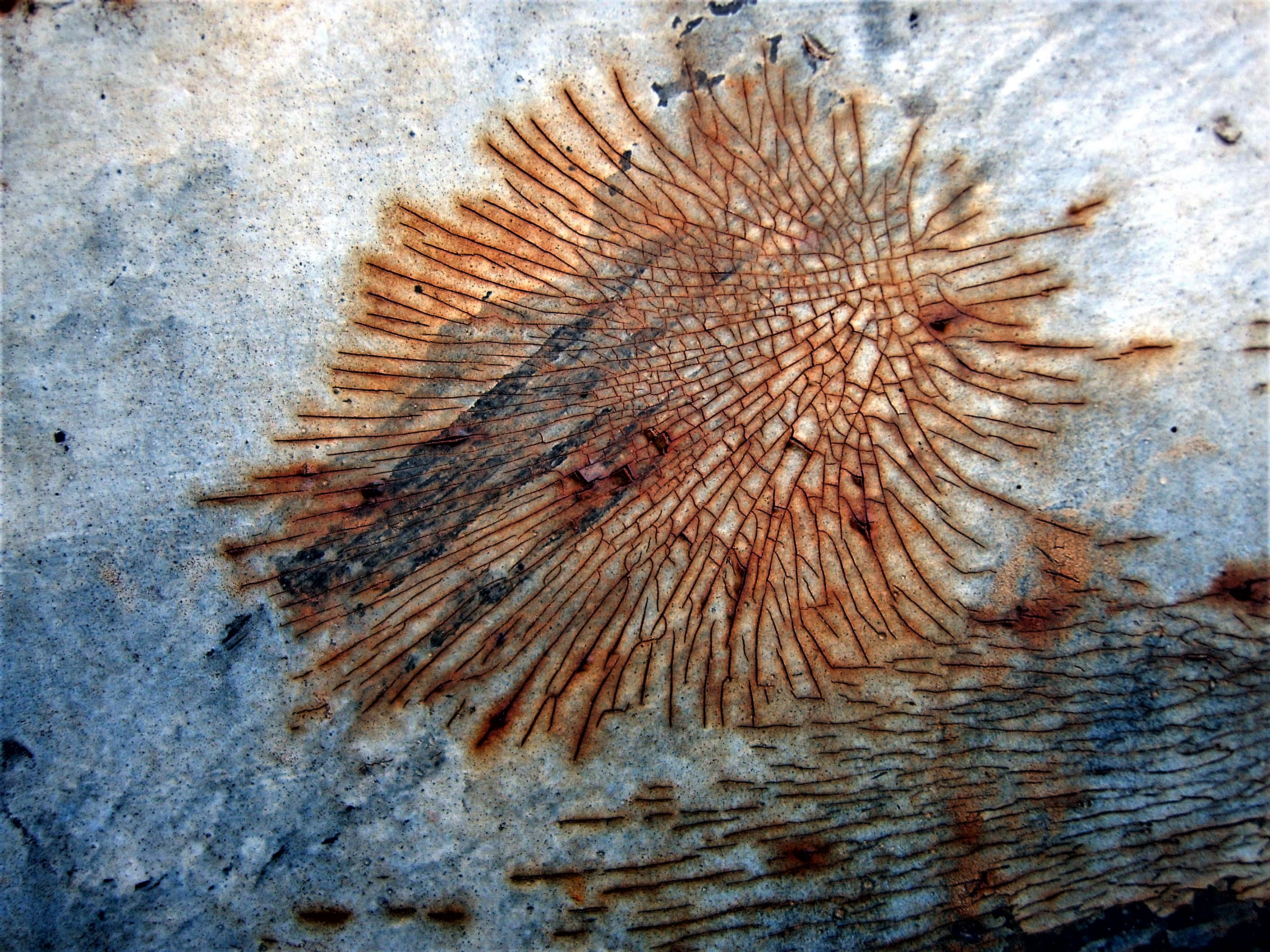
Met-32 de la série Superficies étranges: Métal.

Son œuvre est composée d’images capturées sur les surfaces réfléchissantes (flaques d’eau, vitrines, murs de verre, structures métalliques architecturales),. Une orientation pictorialiste peut y être décelée, particulièrement dans ses séries «Superficies étranges : Métal» et «Superficies étranges : Pierres», desquelles les photographies Met-27, Met-32, N-2953, N-261 sont issues. Avec ces deux séries, Bouchenoire s’est penchée sur la création photographique interprétationelle. Enfin, l'architecture est une composante récurrente de son travail photographique : à la différence d'un Eugène Atget ou d'une Berenice Abbott, Amanda Bouchenoire fait cependant abstraction de sa perspective historique.

## Galerie

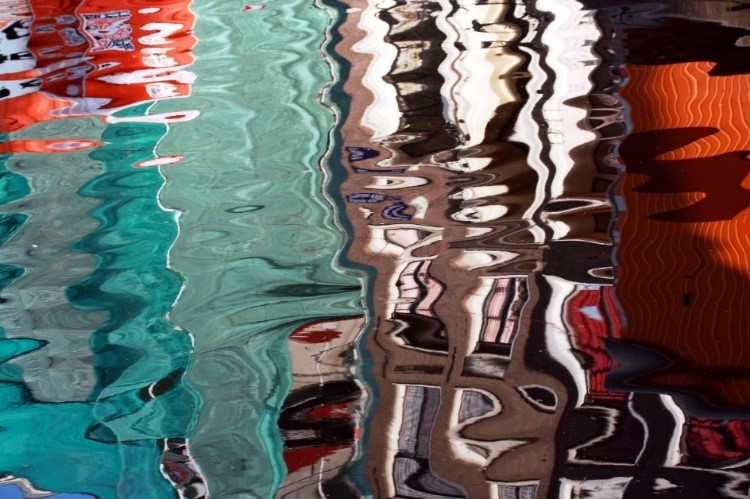
Glaucus from the Reflet-xions serie.
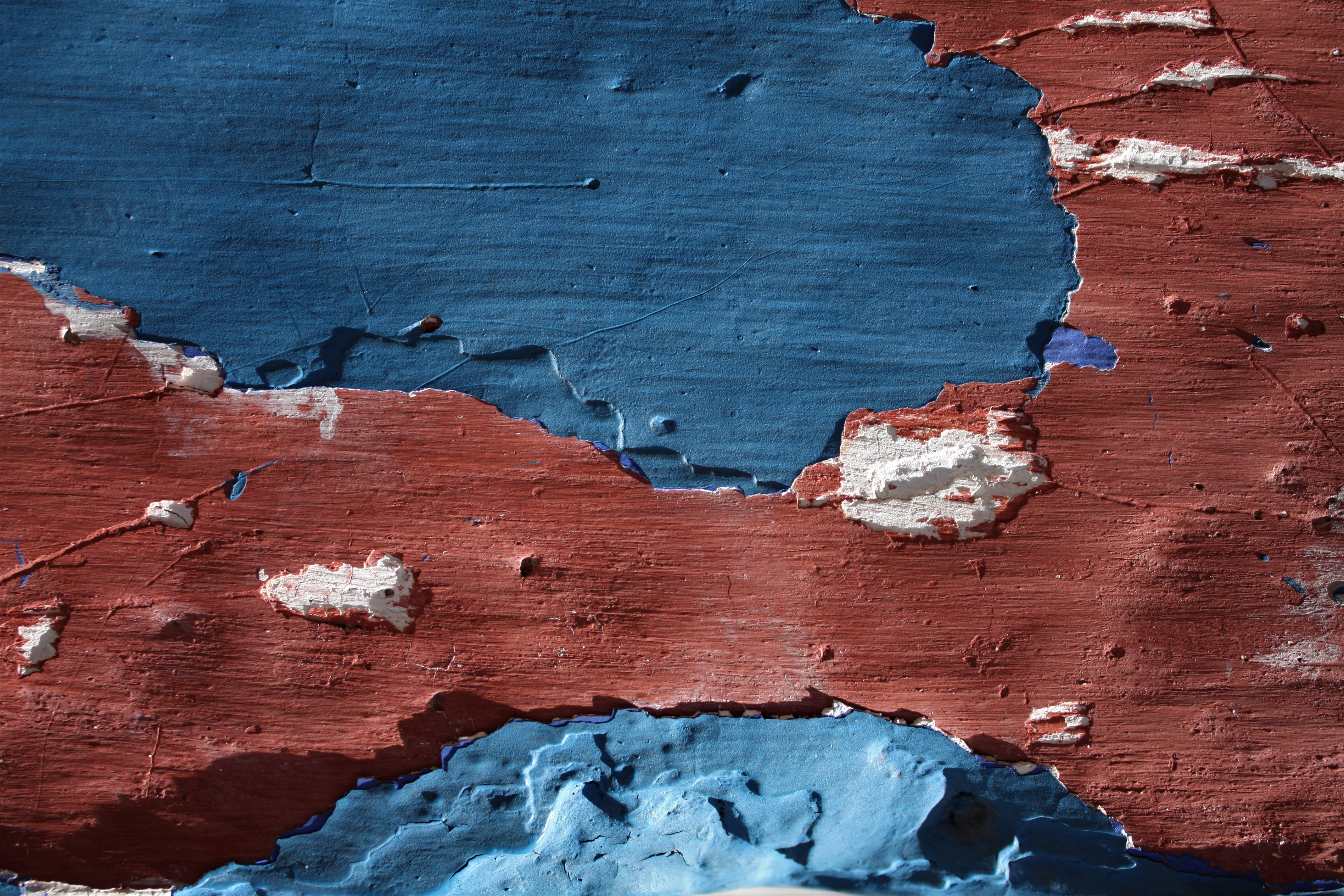
N-2953 from the Strange Surfaces/Stone serie.
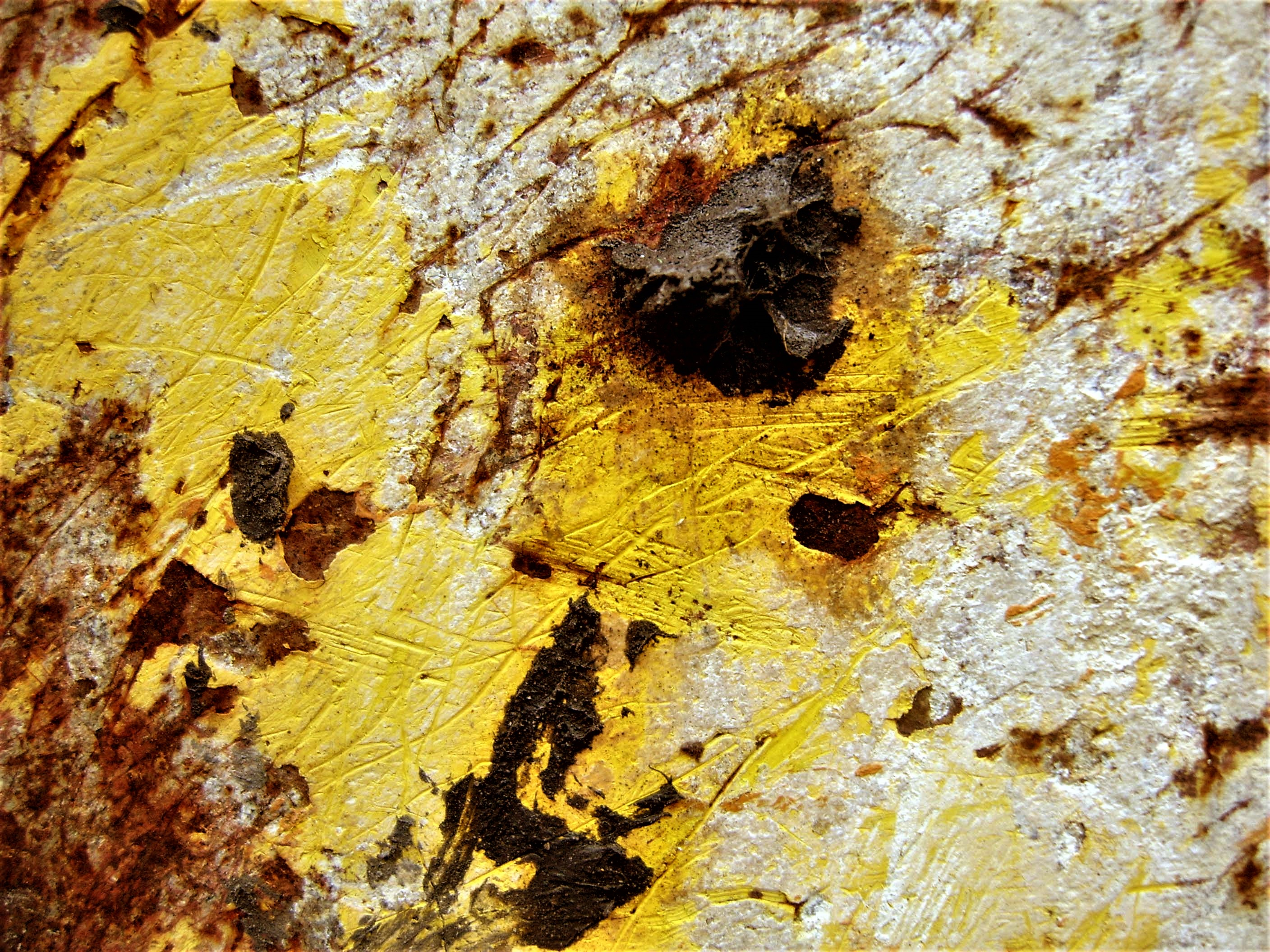
Met-27 from the Strange Surfaces/Metal serie.
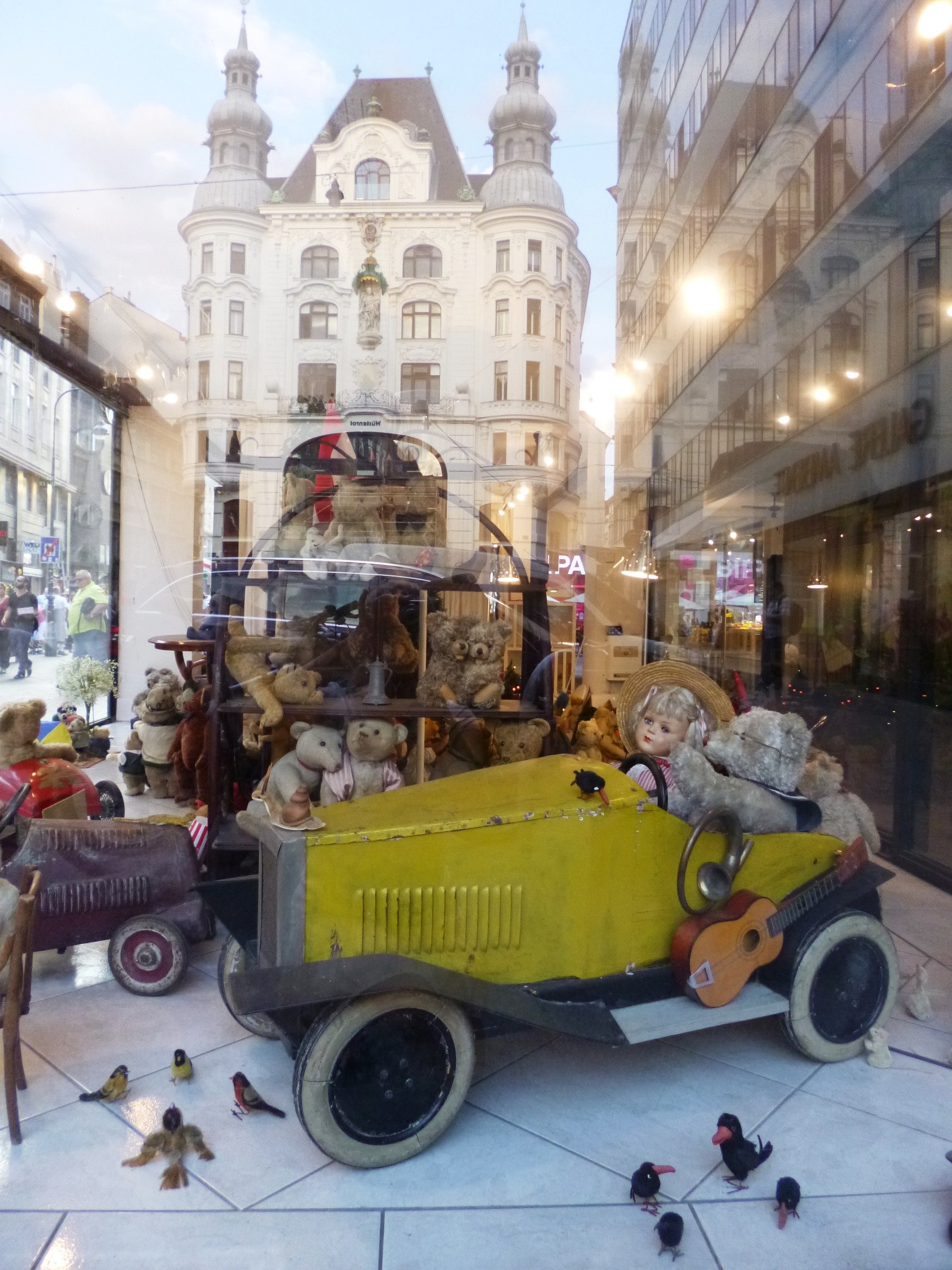
En voiture poupée from the Double vision serie.
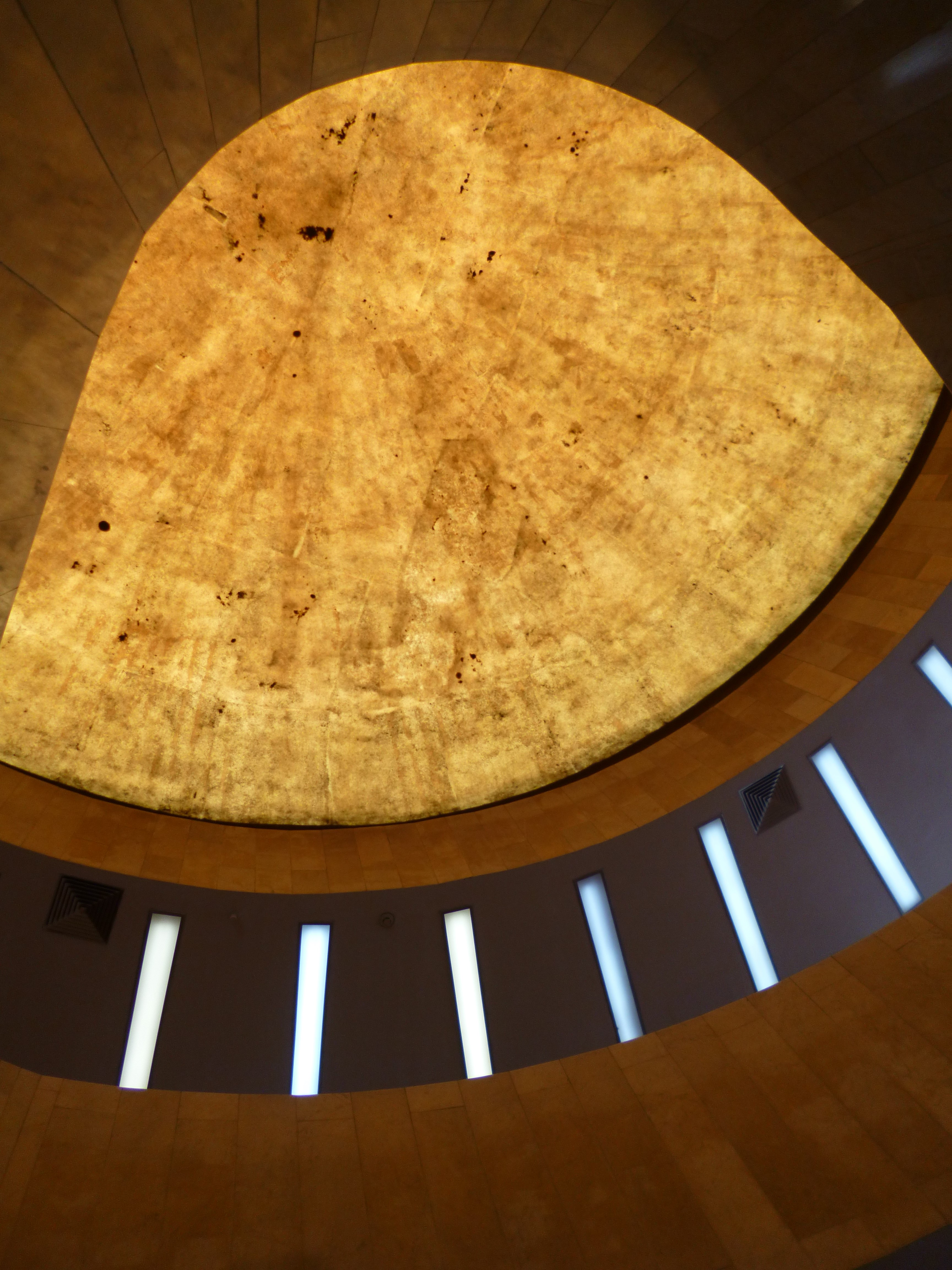
Vue intérieure de la coupole du Musée d'Art moderne de Mexico.
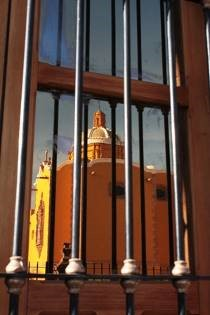
Photo de réflexion de la chapelle d'Aranzazú.
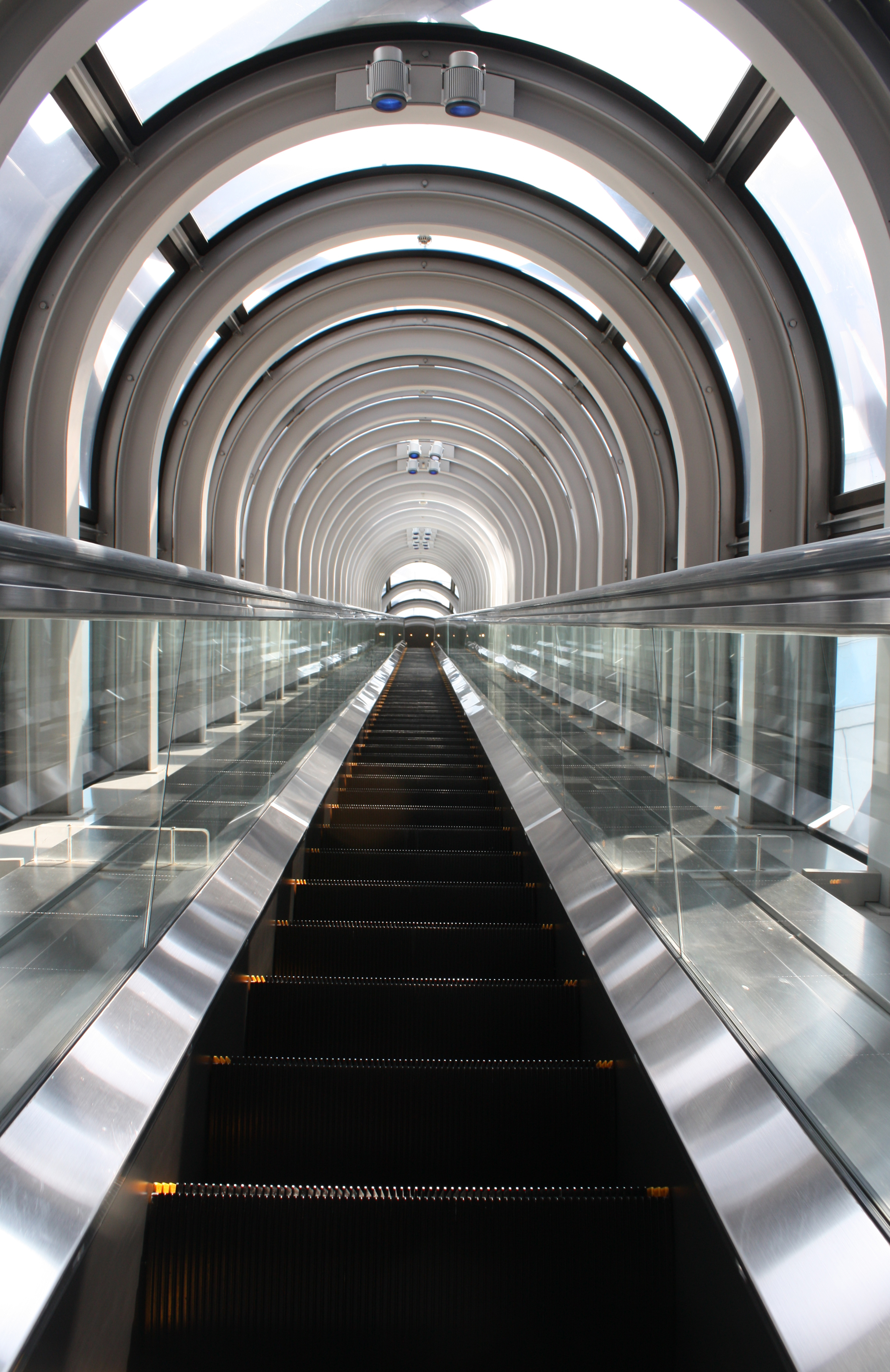
Interior view of the Umeda Sky Building structure, Osaka, Japon

## Expositions
L’œuvre de Amanda Bouchenoire a été exposée à travers différentes expositions individuelles, dans des musées et galeries en Allemagne, en France et au Mexique, quelques-unes d’entre elles ont été :
- Miradas. Museo Nacional de la Máscara. San Luis Potosí, SLP., México, février à mars 2016.
- La fourmi kamikase. Centre de Diffusion Culturelle de l’Institut Potosino des Beaux Arts. San Luis Potosí, SLP., Mexique, mars à avril 2016[6].
- Flaques de Lumière. Galerie Gedovius allemande du Théâtre de la Paix, San Luis Potosí, SLP., Mexique, février à avril 2018[7].
- Nubes Nuages. Pieza del mes en el Musée d'Art Contemporain. San Luis Potosí, SLP., México, mars à mai 2019.
- Estructuras destructuradas. Musée Regional Potosino del Instituto National de Antropología e Historia, San Luis Potosí, SLP., México, mars à mai 2019.
- Double vision. Musée du Site, Centre des Arts de San Luis Potosí Centenario. San Luis Potosí, SLP., Mexique, mars à octobre 2020[8],[9].
- Concours: Olvidadas, Galerie La Casa de Engracia, Zacatecas,Zac, Mexique, Selection au concours et mention exceptionnelle. Mars 2021. Exposition collective[10].
- Concours: FORUM: Sueño dorado. Concours du Musée Leonora Carrington, San Luis Potosí Centenario. San Luis Potosí, SLP., Mexique, du 1er avril au 23 mai 2021. Projet personnel. Exposition collective[11].
- Sueño tinto: Secrétariat à la Culture du Mexique  ville de San Luis Potosí, San Luis Potosí, SLP., Mexique, juillet à septembre 2021[12].
- San Luis en Mouvement", 430 ans de l' anniversaire de la ville, Galerie H. Sanchez, San Luis Potosí, SLP., Mexique, julliet-août 2022.

## Expositions permanentes
- Musée Leonora Carrington de San Luis Potosí, SLP., Mexique: "Bailando Con Esculturas 5 et 7".
- Museo Regional Potosino de l'Institut National d'Antropologie et d'Histoire, San Luis Potosí, SLP., Mexique: Pluie de pétales et En voiture poupée de "Double vision".
- Musée Centre des Arts, San Luis Potosí, SLP., Mexique: Flaque divine de Flaques de lumière et "Chapelle de Azanzazú" de " Structures destructurées".

## Couvertures éditoriales
- Síntoma, Poder, Verdad. Editoriale: Diván Negro.  (ISBN 978-607-99345-1-4)
- Fotogramas. Editoriale: Diván Negro.  (ISBN 978-607-99345-2-1)
- El Péndulo de Pharmakon. Editoriale: Xoroi Edicions, Diván Negro.  (ISBN 9-788412-313970)
- El Tercer Piso. Editoriale: El Divan Negro.  (ISBN 9-786079-962807)
- Las máquinas psíquicas. Editoriale": El Diván Negro.  (ISBN 9-786079-962807)